# Horokanai, Hokkaidō
Horokanai (幌加内町 Horokanai-chō) là thị trấn thuộc huyện Uryū, phó tỉnh Kamikawa, Hokkaidō, Nhật Bản. Tính đến ngày 1 tháng 10 năm 2020, dân số ước tính thị trấn là 1.370 người và mật độ dân số là 1,8 người/km2. Tổng diện tích thị trấn là 767.03 km2.

## Địa lý

### Khí hậu
| Dữ liệu khí hậu của Horokanai, Hokkaidō | Dữ liệu khí hậu của Horokanai, Hokkaidō | Dữ liệu khí hậu của Horokanai, Hokkaidō | Dữ liệu khí hậu của Horokanai, Hokkaidō | Dữ liệu khí hậu của Horokanai, Hokkaidō | Dữ liệu khí hậu của Horokanai, Hokkaidō | Dữ liệu khí hậu của Horokanai, Hokkaidō | Dữ liệu khí hậu của Horokanai, Hokkaidō | Dữ liệu khí hậu của Horokanai, Hokkaidō | Dữ liệu khí hậu của Horokanai, Hokkaidō | Dữ liệu khí hậu của Horokanai, Hokkaidō | Dữ liệu khí hậu của Horokanai, Hokkaidō | Dữ liệu khí hậu của Horokanai, Hokkaidō | Dữ liệu khí hậu của Horokanai, Hokkaidō |
| Tháng                                   | 1                                       | 2                                       | 3                                       | 4                                       | 5                                       | 6                                       | 7                                       | 8                                       | 9                                       | 10                                      | 11                                      | 12                                      | Năm                                     |
| --------------------------------------- | --------------------------------------- | --------------------------------------- | --------------------------------------- | --------------------------------------- | --------------------------------------- | --------------------------------------- | --------------------------------------- | --------------------------------------- | --------------------------------------- | --------------------------------------- | --------------------------------------- | --------------------------------------- | --------------------------------------- |
| Cao kỉ lục °C (°F)                      | 6.1 (43.0)                              | 8.1 (46.6)                              | 11.8 (53.2)                             | 24.3 (75.7)                             | 32.3 (90.1)                             | 36.0 (96.8)                             | 37.3 (99.1)                             | 36.5 (97.7)                             | 31.5 (88.7)                             | 25.2 (77.4)                             | 18.9 (66.0)                             | 10.8 (51.4)                             | 37.3 (99.1)                             |
| Trung bình ngày tối đa °C (°F)          | −3.9 (25.0)                             | −2.7 (27.1)                             | 1.7 (35.1)                              | 8.4 (47.1)                              | 16.7 (62.1)                             | 21.7 (71.1)                             | 25.2 (77.4)                             | 25.4 (77.7)                             | 21.0 (69.8)                             | 13.9 (57.0)                             | 5.2 (41.4)                              | −1.7 (28.9)                             | 10.9 (51.6)                             |
| Trung bình ngày °C (°F)                 | −8.4 (16.9)                             | −7.7 (18.1)                             | −3.0 (26.6)                             | 3.2 (37.8)                              | 10.5 (50.9)                             | 15.7 (60.3)                             | 19.7 (67.5)                             | 20.0 (68.0)                             | 15.3 (59.5)                             | 8.4 (47.1)                              | 1.5 (34.7)                              | −5.2 (22.6)                             | 5.8 (42.5)                              |
| Tối thiểu trung bình ngày °C (°F)       | −14.5 (5.9)                             | −14.5 (5.9)                             | −9.2 (15.4)                             | −2.2 (28.0)                             | 4.5 (40.1)                              | 10.5 (50.9)                             | 15.1 (59.2)                             | 15.5 (59.9)                             | 10.1 (50.2)                             | 3.3 (37.9)                              | −2.4 (27.7)                             | −9.8 (14.4)                             | 0.5 (33.0)                              |
| Thấp kỉ lục °C (°F)                     | −36.1 (−33.0)                           | −37.6 (−35.7)                           | −31.4 (−24.5)                           | −19.3 (−2.7)                            | −4.8 (23.4)                             | −0.4 (31.3)                             | 4.3 (39.7)                              | 5.1 (41.2)                              | −0.1 (31.8)                             | −7.1 (19.2)                             | −21.7 (−7.1)                            | −32.6 (−26.7)                           | −37.6 (−35.7)                           |
| Lượng Giáng thủy trung bình mm (inches) | 120.9 (4.76)                            | 97.3 (3.83)                             | 80.3 (3.16)                             | 63.4 (2.50)                             | 81.0 (3.19)                             | 71.1 (2.80)                             | 144.2 (5.68)                            | 161.4 (6.35)                            | 169.3 (6.67)                            | 161.0 (6.34)                            | 182.7 (7.19)                            | 171.3 (6.74)                            | 1.503,9 (59.21)                         |
| Lượng tuyết rơi trung bình cm (inches)  | 278 (109)                               | 231 (91)                                | 181 (71)                                | 48 (19)                                 | 1 (0.4)                                 | 0 (0)                                   | 0 (0)                                   | 0 (0)                                   | 0 (0)                                   | 4 (1.6)                                 | 157 (62)                                | 326 (128)                               | 1.226 (482)                             |
| Số ngày mưa trung bình                  | 22.1                                    | 18.6                                    | 17.3                                    | 12.1                                    | 11.6                                    | 9.6                                     | 11.1                                    | 12.1                                    | 14.1                                    | 17.6                                    | 21.3                                    | 25.2                                    | 192.7                                   |
| Số ngày tuyết rơi trung bình            | 22.1                                    | 19.2                                    | 17.1                                    | 6.3                                     | 0.2                                     | 0                                       | 0                                       | 0                                       | 0                                       | 0.6                                     | 11.2                                    | 23.3                                    | 100                                     |
| Số giờ nắng trung bình tháng            | 42.4                                    | 56.0                                    | 102.7                                   | 146.3                                   | 182.4                                   | 161.1                                   | 151.8                                   | 146.1                                   | 140.9                                   | 109.8                                   | 46.0                                    | 22.1                                    | 1.307,6                                 |
| Nguồn 1: Cục Khí tượng Nhật Bản         |                                         |                                         |                                         |                                         |                                         |                                         |                                         |                                         |                                         |                                         |                                         |                                         |                                         |
| Nguồn 2: Cục Khí tượng Nhật Bản         |                                         |                                         |                                         |                                         |                                         |                                         |                                         |                                         |                                         |                                         |                                         |                                         |                                         |